# Râpa lui Bodai
Râpa lui Bodai, aflată lângă satul Târpești, comuna Petricani (județul Neamț), este locul în care, începând cu sfârșitul anilor '50 și apoi în anii '60, cercetătorii Vladimir Dumitrescu și Silvia Marinescu Bâlcu, de la Institutul de Arheologie din București, au efectuat săpături arheologice, având ca rezultat descoperirea unei importante așezări precucuteniene.
Dintre obiectele descoperite aici cel mai spectaculos este un idol din ceramică, numit de cercetători "Gânditorul" de la Târpești, aflat în prezent în colecția Muzeului de Istorie din Piatra Neamț.